# Smeeni
Smeeni je  obec v župě Buzău v Rumunsku. Žije zde přibližně 5 800 obyvatel. Součástí obce je i šest okolních vesnic.

## Části obce
- Smeeni – 2 947 obyvatel
- Albești – 699 obyvatel
- Bălaia – 178 obyvatel
- Călțuna – 453 obyvatel
- Moisica – 294 obyvatel
- Udați-Lucieni – 385 obyvatel
- Udați-Mânzu – 850 obyvatel

## Osobnosti
- Chivu Stoica (1908–1975) – komunistický politik